# 青山ロックン・ロール・ショー 2009.5.9 オリジナルサウンドトラック
『青山ロックン・ロール・ショー 2009.5.9 オリジナルサウンドトラック』（あおやま - ）は、忌野清志郎5枚目のコンピレーション・アルバム。2009年7月29日発売。SHM-CD仕様。

## 解説
2009年5月9日12時より開幕した青山ロックン・ロール・ショー。約12時間にわたり行われたこの「ライブ」に流れていた曲を、曲順も再現してコンパイル＆リマスタリング。DVDには「Oh! RADIO」のビデオ・クリップを収録（CD帯より）。
本作はSHM-CD2枚と「Oh! Radio」ミュージック・ビデオ収録DVDを同梱。初回生産限定盤は、青山ロックン・ロール・ショー・スタッフTシャツ（色違い）が付属のセット。オリコンでは週間7位を記録した。
2009年5月2日急逝した忌野清志郎の葬儀は、5月9日正午より青山葬儀所で行われ、午後1時からの一般献花時、数多の忌野の楽曲が所内に流され、ライブ・アルバム『GLAD ALL OVER』全編やDANGERの「元気が出る音頭」も流れた。
本作は5月4日に近親者のみで行われた告別式の際に流された選曲で、Disc 1は告別式、Disc 2が告別式前に流されていたものにDisc 1からカットされた「雨あがりの夜空に」を加えた。5月9日はDisc 1が一般献花、Disc 2が関係者献花の際に流された。

## 収録曲

### Disc 1
1. ファンファーレ～MC呼び込み
このトラックのみ実際の告別式で録音された音源。演奏はNICE MIDDLE。
2. ロックン・ロール・ショー/RCサクセション
3. Sweet Soul Music/RCサクセション
4. 君が僕を知ってる/RCサクセション
5. 多摩蘭坂/RCサクセション
6. Oh! Baby/RCサクセション
7. 口笛/忌野清志郎
8. ラプソディ/RCサクセション
9. 空がまた暗くなる/RCサクセション
10. ラッキー・ボーイ/忌野清志郎
11. 世界中の人に自慢したいよ/忌野清志郎
12. いい事ばかりはありゃしない/RCサクセション
13. 自由/RCサクセション
14. すべてはALRIGHT(YA BABY)/RCサクセション
15. ぼくはぼくの為に/RCサクセション
16. 約束/忌野清志郎
17. Oh! RADIO/忌野清志郎

### Disc 2
1. 宝くじは買わない/RCサクセション
2. ぼくの好きな先生/RCサクセション
3. スローバラード/RCサクセション
4. ステップ!/RCサクセション
5. 上を向いて歩こう/RCサクセション
6. い・け・な・いルージュマジック/忌野清志郎+坂本龍一
7. トランジスタ・ラジオ/RCサクセション
8. SUMMER TOUR/RCサクセション
9. ベイビー!逃げるんだ。/RCサクセション
10. AROUND THE CORNER/曲がり角のところで /忌野清志郎
11. サン・トワ・マ・ミー　Sans toi ma mie/RCサクセション
12. デイ・ドリーム・ビリーバー/ザ・タイマーズ
13. 雪どけ/忌野清志郎
14. プライベート/忌野清志郎&2・3's
15. ひどい雨（シングル・バージョン）/忌野清志郎 Little Screaming Revue
16. JUMP/忌野清志郎
17. 雨あがりの夜空に/RCサクセション 
実際の告別式では「約束」の次に流された。

- 「ラプソディ」「雨あがりの夜空に」は『RHAPSODY NAKED』のライブ・バージョン。

### DVD
- Oh! RADIO/忌野清志郎